# Huta Kalna
Huta Kalna – wieś kociewska w Polsce położona w województwie pomorskim, w powiecie starogardzkim, w gminie Czarna Woda, w kompleksie leśnym Borów Tucholskich. W latach 1975–1998 miejscowość znajdowała się w granicach województwa gdańskiego.
Do 30 grudnia 1994 w gminie Kaliska. Następnie do końca 2013 w granicach gminy miejskiej Czarna Woda. Od 2014 ponownie samodzielna wieś.
Huta Kalna tworzy sołectwo o tej samej nazwie i jego powierzchnia wynosi 563 ha. Według danych ze spisu powszechnego w 2002 roku miejscowość była zamieszkiwana przez 168 osób.

## Geneza nazwy
- „Huta” – od hamerni/kuźni
- „Kalna” – od podmokłego i bagnistego terenu (przymiotnikowo „kalny” bądź „kałużny”)

Nazwa miejscowości kolejno się zmieniała i tak: Huta Borzechowska (1750), Huta Czubkowa (1780), Hutta (około 1790), Huta (1882), hitlerowska Hütte, obecna Huta Kalna (1953).

## Przynależność administracyjna
- do 31 VII 1934: gmina jednostkowa Huta Kalna[8]
- 1 VIII 1934 – 31 XII 1947: gromada w gminie Piece[9]
- 1 I 1948 – 4 X 1954: gromada w gminie Kaliska[10]
- 5 X 1954 – 31 XII 1961: wieś w gromadzie Huta Kalna[11]
- 1 I 1963 – 31 XII 1972: wieś w gromadzie Kaliska[12]
- 1 I 1973 – 29 XII 1994: wieś w gminie Kaliska[13]
- 30 XII 1994 – 31 XII 2013: część  miasta Czarna Woda[14]
- od 1 I 2014: wieś w gminie Czarna Woda[15]